# William Torres
William Jeovanny Torres Alegría (né le 27 octobre 1976 à San Miguel au Salvador) est un joueur de football international salvadorien, qui évoluait au poste de milieu de terrain.

## Biographie

### Carrière en sélection
Avec l'équipe du Salvador, il joue 31 matchs (pour 2 buts inscrits) entre 1999 et 2009. 
Il figure dans le groupe des sélectionnés lors des Gold Cup de 2003 et de 2009. Il atteint les quarts de finale de cette compétition en 2003.
Il joue également 13 matchs comptant pour les tours préliminaires de la coupe du monde, lors des éditions 2002 et 2010.

## Palmarès
| CD Águila - Championnat du Salvador (1) : - Champion : 2001 (Clôture). - Vice-champion : 2003 (Ouverture). |  | CD FAS - Championnat du Salvador (2) : - Champion : 2002 (Clôture) et 2002 (Ouverture). |  | Once Municipal - Championnat du Salvador (2) : - Champion : 2006 (Clôture). |